# Forever the Sickest Kids (álbum)
Forever the Sickest Kids é o terceiro álbum de estúdio da banda de pop punk dos Estados Unidos, Forever the Sickest Kids, lançado no dia 1 de março de 2011.

## Um Pouco Sobre A História Do Álbum
Depois de lançar The Weekend: Friday a banda começou a gravação do The Weekend: Saturday, mas conforme foram gravando decidiram fazer um álbum completo, ao invés de lançar como um mini-álbum. Assim que terminada as gravações, batizaram o álbum com apenas o nome da banda e deram um capa toda desenhada e criada por ninguém menos que Kyle Burns. Com tudo em seu devido lugar, o álbum finamente fora lançado, no dia 1 de março de 2011.
Forever the Sickest Kids foi bem recebido pelo público e teve boas críticas, apesar de ser o álbum mais pop da banda. Mas por outro lado o álbum também traz algumas músicas com uma pegada mais pop punk, como "Keep on Bringing Me Down", sendo o primeiro single do álbum e possui uma cara mais adulta; "Crossroads (I Guess You Can Say Things Are Getting Pretty Serious)", que conta com uma participação célebre de uma pedal duplo, e que foi lançada como o segundo single; e "Summer Song", da qual Jonathan Cook repete varias vezes no refrão "essa é a nossa música de verão" (e sim, nós entendemos e ficamos muito felizes por vocês terem uma música de verão), esta também foi lançada como single. O álbum possui quatro singles lançados, sendo o terceiro a música "Life of the Party", lançado apenas no Japão, e que ainda permanece sem data prevista para o lançamento mundial.
Até aí tudo bem, o álbum estava lançado e o público aparentando ter gostado bastante deste trabalho da banda, mas uma má noticia deixou e ainda deixa alguns fãs tristes, que foi saída de Kent Garrison da banda dois meses antes do lançamento do álbum, anunciada por ele mesmo em um post em seu blog, do qual ele frisava que os dias em que ele viveu enquanto estava no FTSK foram ótimos e jamais serão esquecidos, mas que ele estava pronto para dar um novo rumo a sua vida. Não está claro ao certo o real motivo da saída de Kent, mas a data oficial de sua saída foi 10 de janeiro de 2011.

## Faixas
| Forever the Sickest Kids |                                                         |                                                                                       |         |  |
| N.º                      | Título                                                  | Compositor(es)                                                                        | Duração |  |
| 1.                       | "Keep on Bringing Me Down"                              | Forever the Sickest Kids                                                              | 3:37    |  |
| 2.                       | "I Guess You Can Say Things Are Getting Pretty Serious" | Forever the Sickest Kids                                                              | 3:07    |  |
| 3.                       | "Life of the Party"                                     | Austin Bello, Jonathan Cook, Mark Jackson, Ian Scott, Marc Stewart, Caleb Turman      | 2:58    |  |
| 4.                       | "Robots & Aliens"                                       | Austin Bello, Jonathan Cook, Geoff Rockwell, Marc Stewart, Caleb Turman               | 3:12    |  |
| 5.                       | "King for a Day"                                        | Austin Bello, Zac Maloy, Caleb Turman                                                 | 3:27    |  |
| 6.                       | "Good Life"                                             | Austin Bello, David Bendeth, Jonathan Cook, Shep Goodman, Caleb Turman                | 3:21    |  |
| 7.                       | "Same Dumb Excuse (Nothing to Lose)"                    |                                                                                       | 3:17    |  |
| 8.                       | "Bipolar, Baby!"                                        | Austin Bello, David Bendeth, Jonathan Cook, Kent Garrison, Marc Stewart, Caleb Turman | 3:11    |  |
| 9.                       | "Summer Song"                                           | Austin Bello, Jonathan Cook, Tim Pagnotta, Marc Stewart, Caleb Turman                 | 3:02    |  |
| 10.                      | "Forever Girl"                                          | Austin Bello, Mark Jackson, Ian Scott, Caleb Turman                                   | 3:13    |  |
| 11.                      | "What Happened to Emotion? (Killing Me)"                | Austin Bello, Jonathan Cook, Shep Goodman, Marc Stewart, Caleb Turman                 | 3:43    |  |
| Duração total:           | Duração total:                                          | Duração total:                                                                        | 36:08   |  |

| Faixa Bônus Japonesa |                     |         |  |
| N.º                  | Título              | Duração |  |
| 12.                  | "Get Over Yourself" | 3:27    |  |
| Duração total:       | Duração total:      | 39:35   |  |

## Formação
Jonathan Cook → Vocal
Caleb Turman → Guitarra, Vocal
Austin Bello → Baixo, Vocal
Marc Stewart → Guitarra
Kent Garrison → teclado, Sintetizador
Kyle Burns → Bateria